# Grzywacz chiński
Grzywacz chiński (Chinese Crested Dog) – jedna z ras psów należąca do grupy psów do towarzystwa  IX FCI, w sekcji psów nagich. Nie podlega próbom pracy.

## Wygląd

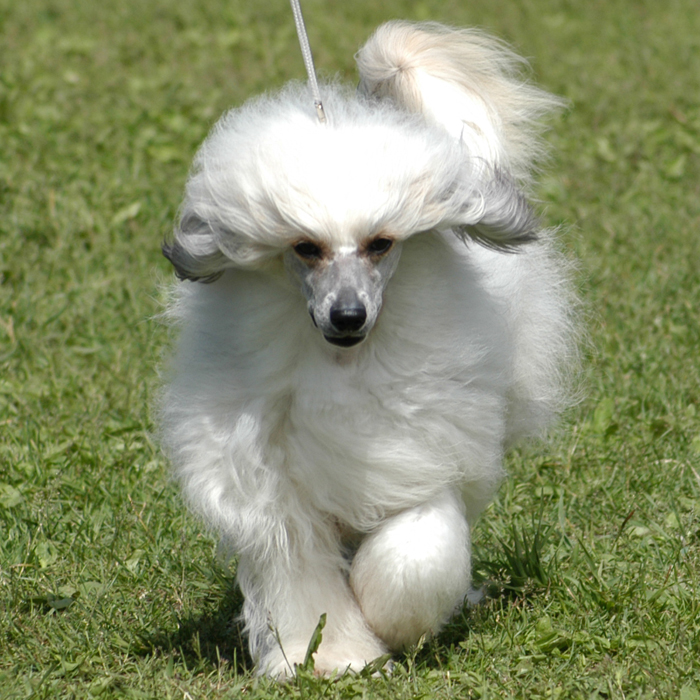
Chiński grzywacz - odmiana owłosiona, czyli Powder Puff

### Budowa
Psy tej rasy są niewielkie, szczupłe i delikatne. Mają wąską kufę, lecz nie spiczastą. Według wzorca rasy organizacji FCI uszy u tej rasy są osadzone nisko i są duże i stojące, a u odmiany owłosionej dozwolone są uszy "wiszące". Oczy są: "tak ciemne, że wydają się czarne. Ukazują niewiele białkówek, bądź nie ukazują ich wcale. Średniej wielkości. Osadzone odlegle od siebie."

### Szata i umaszczenie
U odmiany nagiej występują włosy na głowie, łapach i ogonie. Ich skóra jest delikatna i ciepła w dotyku, w ciągu roku zmienia kolor - zimą jest jaśniejsza, a latem wskutek opalania zmienia barwę na ciemniejszą. U odmiany owłosionej - Powder Puff - występuje podszerstek i miękka okrywa włosowa. Są to psy niealergizujące (nawet odmiana owłosiona), włos strukturą przypomina włos ludzki. Występują we wszystkich barwach i ich odcieniach.

## Zachowanie i charakter
Psy tej rasy są pogodne i radosne, niektóre osobniki mogą źle znosić obecność innych psów, są aktywne.
Lubią aportować, biegać z ludźmi lub innymi psami. Są skore do zabaw z dziećmi, bez oznak agresji, dobrze znoszą warunki miejskie. Przywiązują się do właściciela. Grzywacz chiński jest hodowany jako pies rodzinny i do towarzystwa. 

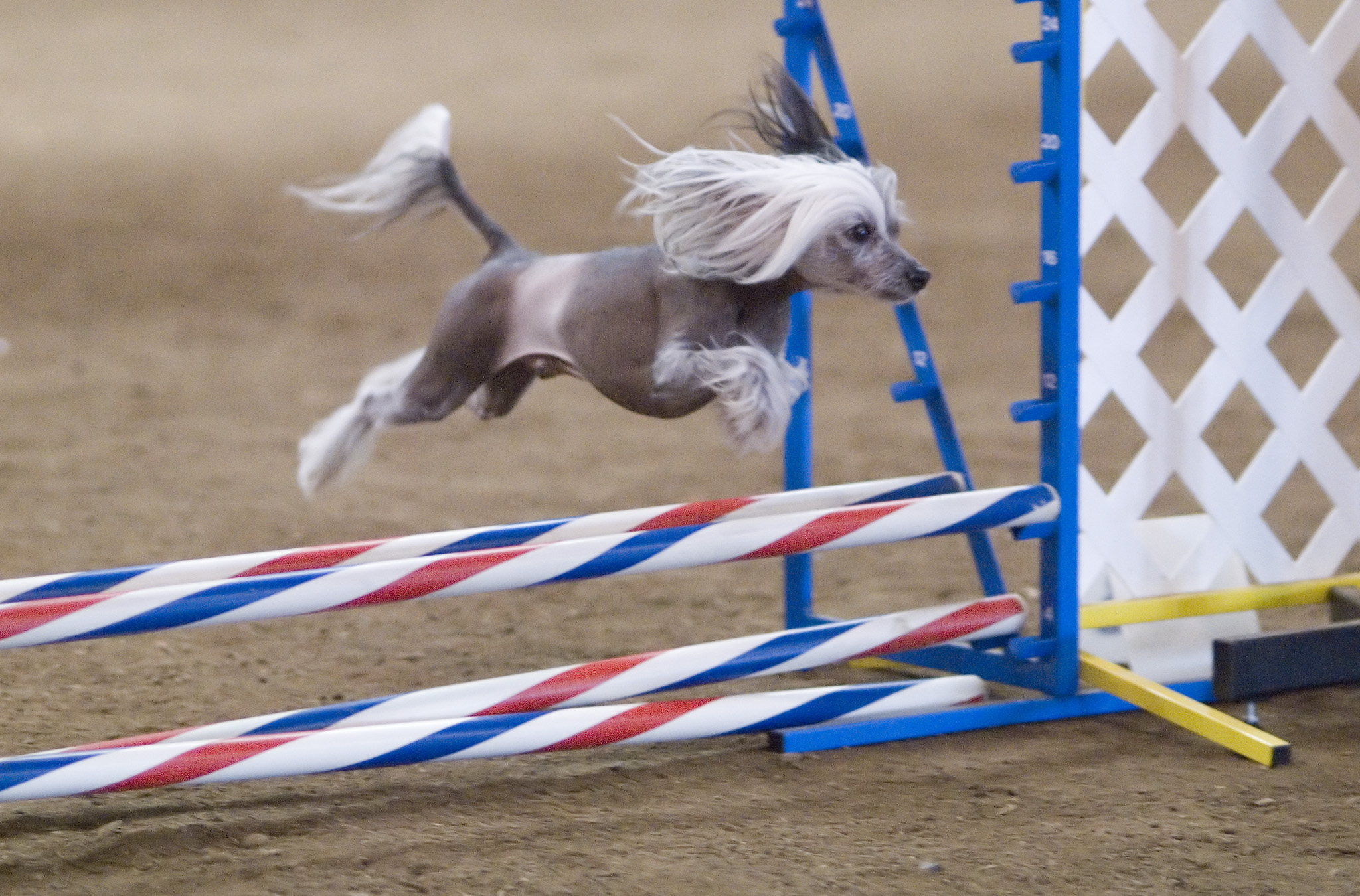
Chiński grzywacz podczas pokonywania przeszkody w zawodach agility

## Zdrowie i pielęgnacja
Przeciętnie żyją ok. 12 lat, choć zdarzają się osobniki żyjące dłużej. Nagie grzywacze mogą mieć problemy z uzębieniem. Jak każde psy ras małych i miniaturowych są bardziej narażone na wady uzębienia. Trzeba też dbać o ich delikatną skórę. 

## Popularność
Rasa ta w Polsce staje się coraz bardziej popularna. Na wystawie Światowej w Poznaniu w roku 2006 było 256 grzywaczy, w tym 127 psów i 129 suk.